# Лавредіянський Союз
Лавредіянський Союз (кат. Unió Laurediana) — локальна консервативна політична партія в князівстві Андорра (громада Сант-Жулія-де-Лорія).
У 2001 році на парламентських виборах партія отримала 2 депутатських місця в парламенті Андорри. У 2005 році ця партія втратила своє представництво в парламенті, але знов набула його в 2011 році (здобула 2 місця).